# Paola Turci
Paola Turci (Roma, 12 de septiembre de 1964) es una cantante, compositora, intérprete y autora italiana. 

## Los años 80
El debut musical de Turci tuvo lugar en 1986, cuando participó en el Festival de San Remo con la canción L'Uomo di ieri (El hombre de ayer), escrita por Mario Castelnuovo. La canción fue publicada en su primer álbum Ragazza sola ragazza blu (Chica sola, chica triste). En los tres años siguientes participó de nuevo en el Festival de Sanremo, ganando el premio de la crítica en 1987 con la canción Primo tango (PrimerTango). Participó de nuevo en el Festival con la canción Saró bellissima (Seré hermosa), y en 1989 regresó con Bambini (Niños). Gracias a esta canción, obtuvo el primer lugar en la categoría de artistas emergentes del Festival de San Remo. Bambini es la canción que hizo famosa a Turci. 

## Los noventa
En 1990 Turci subió por quinta vez al escenario del Festival de San Remo, con la canción Ringrazio Dio (Doy gracias a Dios); Mientras tanto, publicó el álbum Ritorno al presente (Retorno al presente) que incluía la canción Frontiera (Frontera), que promovió durante el concurso de música de verano Festivalbar. En 1991, Turci estuvo promocionando la canción Candido (Cándido), llamada así por la novela de Voltaire de 1759, y, en el mismo año, Turci ganó el Cantagiro, otro concurso de música. Unas semanas después, su canción E mi arriva il mare (Y el mar viene a mí) interpretada con Riccardo Cocciante, llegó a las listas de éxitos italianas. En 1993 la artista participó en el Festival de San Remo por sexta vez, con la canción Stato di calma apparente (Estado de aparente calma) canción autobiográfica, donde, por primera vez, emerge Paola Turci como autora. En 1993 publicó su álbum Ragazze (Chicas). El 15 de agosto de 1993, Paola Turci, mientras estaba de gira, se vio involucrada en un terrible accidente automovilístico que cambió su vida para siempre, marcando su carrera y su vida privada. A pesar de las consecuencias traumáticas del accidente, unas semanas más tarde Turci mantuvo sus compromisos profesionales, actuando en numerosos conciertos. En otoño de 1993, Turci canta Io e Maria (Maria y yo) escrita por Luca Carboni, una canción que aborda, por primera vez en Italia, el tema de una relación lésbica. Durante el mismo período, ella participa con otros artistas en una experiencia colectiva llamada Innocenti evasioni (escapismo inocente), un tributo a Lucio Battisti donde reinterpreta la canción Ancora tu (Tú de nuevo). En 1995 Turci regresa con un nuevo álbum Una sgommata e via (Un chirrido de llantas y listo) que también es el nombre de su nuevo single escrito por Vasco Rossi. Este álbum se caracteriza por un fondo acústico de los 90 y sonidos de pop-rock. El álbum también incluyó una versión de E se ci diranno de Luigi Tenco (Y si nos lo dicen), con arreglos de rock. Con este álbum, ella comenzó a cooperar con R. Casini (anteriormente - Steve Rogers Band ), hasta 2000. En 1996 se publicó la antología Volo cosí (Vuelo así) 1986-1996, con el título viniendo de la exitosa canción presentada en el Festival de Sanremo en 1996. El mismo año Turci participó en Festivalbar con La felicitá (La felicidad), otra canción inédita grabada para la antología. En 1997 se publicó Oltre le nuvole (Más allá de las nubes), único álbum de Turci compuesto completamente por portadas. El álbum se caracteriza por sonidos anglosajones que hacen un guiño al escenario internacional de pop-rock de los '80 -'90. Incluía temas como: Missing you de John Waite, You Don't Understand de Roxette o I'll stand by you de Pretenders. El objetivo del álbum era experimentar traduciendo al italiano los sonidos más cautivadores del mundo anglosajón. El primer sencillo del álbum fue Sai che è un attimo, una versión de Jude Cole de Time for Letting Go. Fue un éxito que logró más de 150.000 copias. El álbum fue platino. En 1998 se reeditó el álbum agregando 2 canciones más y una de las dos, Solo come me (Alone like me), era un trabajo inédito que se presentó en la 48a edición del Festival de Sanremo. 

## Los 2000
Tras el éxito de Oltre le nuvole, en 2000 se le pidió a Turci que intentara nuevamente la misma fórmula para un nuevo álbum Mi basta il paradiso (Me basta el paraíso), donde, junto con las versiones, hay varias canciones inéditas como Sabbia bagnata (Arena mojada) y Saluto l'inverno (Adiós invierno), ambos sencillos escritos junto con su amiga, la cantante Carmen Consoli. Saluto l'inverno fue presentado en el Festival de San Remo en 2001 donde alcanzó el 5º lugar. El tercer sencillo de Mi basta il paradiso fue Questione di sguardi (Una cuestión de miradas), la portada de Este beso de Faith Hill. En 2002 Turci decidió recurrir a un sello musical independiente para actuar libremente como compositora. Questa parte di mondo (Esta parte del mundo) marca el cambio a una experiencia musical más íntima, donde esta obra de arte muestra una nueva dimensión artística. El nuevo single Mani giunte (Manos unidas), interpretada con el cantante de Articolo 31, fue publicado en el álbum de Articolo 31 Domani smetto (Me detengo mañana) con el título Fuck You. El segundo sencillo, Questa parte di mondo, que da título al álbum, es una canción escrita con A. Rizzo, el autor de la canción Bambini. En 2004 Turci publicó Stato di calma apparente, una antología grabada completamente en vivo. En este álbum, la cantante interpretó las canciones más significativas de su carrera con arreglos íntimos y maduros y sus inconfundibles colores vocales. La antología construye puentes entre experiencias humanas sustanciales: del amor al dolor, pasando por el compromiso social. Este proyecto también incluyó nuevas canciones: la portada de Paloma negra, de Chavela Vargas y dos nuevas canciones: Il gigante (El gigante) y La tua voce (Tu voz). Posteriormente, Turci declaró que, a través de este álbum, quería poner fin a todo lo que había hecho hasta ese momento para ser libre y dedicar tiempo a nuevos proyectos. 2005 vio el lanzamiento de su décimo quinto álbum, Tra i fuochi en mezzo al cielo (Entre fuegos en el cielo) donde la cantante colaboró con CU Rossi para la producción. La primera canción, Dimentichiamo tutto (Olvidémonos de todo), es una confirmación de las capacidades creativas de la artista. Todo el álbum explora asuntos sociopolíticos con canciones como Troppo occidentale (Demasiado occidentalizado) y problemas humanos, con extrema consideración. En las canciones Cuasi settembre (Casi septiembre) y Lasciami credere (Déjame creer) ella se acerca al dolor de la muerte; en L'inverno senza neve (Un invierno sin nieve) habla de abandono; mientras que en Ruanda habla sobre la tragedia de la guerra y el genocidio. Con esta canción ganó el premio Amnistía Italia en 2006. Al mismo tiempo, Paola Turci se comprometió a apoyar a la ONG Ucodep que desarrolla proyectos para niños vietnamitas. En 2006 actuó con el bailarín Giorgio Rossi en una pieza llamada Cielo-voce danzante e corpo sonoro (Sky - voz de baile y cuerpo sonoro) una actuación donde el bailarín interpreta en vivo las canciones acústicas. En esta representación teatral, Turci deja de lado su impetuoso sonido roquero y lo sustituye por sonidos suaves y envolventes, acompañando a veces las canciones de guitarra clásica o simplemente con su voz intensa. El repertorio de esta actuación incluye tanto canciones suyas como también la reinterpretación de obras de otros artistas famosos como Léo Ferré, Caetano Veloso, Domenico Modugno, Patty Pravo, Francesco De Gregori y Chavela Vargas. 
En 2007 Turci, junto con Max Gazzé y Marina Rei, realizaron una gira llamada Di comune accordo (De común acuerdo), donde ella tocaba la guitarra eléctrica, Max Gazze tocaba el bajo y Marina Rei la batería. En varias ciudades de la gira les acompañó también el violinista Andrea Di Cesare. Durante el mismo período, Turci comienza su aventura como escritora que tendrá como resultado, en 2009, la publicación de la novela Con te accanto (Contigo a mi lado). 
En diciembre de 2007, la cantante participó en el it (premio Tenco) donde relanzó una de las canciones Tenco más populares, E se ci diranno (Y si nos lo dicen) y su canción Quasi Settembre (Casi septiembre) en una versión acústica. En 2008 volvió al teatro Ariston con Marina Rei y Max Gazze, compitiendo en el Festival de San Remo con la canción Il solito sesso (El sexo habitual). A partir de julio de 2008 volvió a escena con un doble compromiso: una gira de rock y nuevamente con la representación teatral Cielo. En diciembre del mismo año se publica su libro Con te accanto. La novela describe la dulce y amarga experiencia de una amistad entre dos mujeres; se conocen por accidente en un hospital y, paso a paso, resuelven juntas sus dolores físicos y psicológicos. Desde abril de 2009, Paola Turci dirige una emisión de Radio Due La mezzanotte di Radio Due (Radio 2 Middle night). En esta transmisión, Turci interactúa con los oyentes e introduce asimismo música en vivo interpretada sola o con sus invitados. Ella toca sus canciones e interpreta canciones de otros artistas. En junio de 2009 La mangiatrice di uomini (la comehombres) escrita por F. Bianconi, líder de Baustelle, se convirtió en el primer sencillo del nuevo álbum Attraversami il cuore (atraviésame el corazón). El nuevo álbum es el primer episodio de una trilogía donde la artista consolida su capacidad como autora en forma de un proyecto musical íntimo y refinado. Sin embargo, hay algunas influencias importantes, como la cooperación con M. Murru y con el compositor de jazz Paolo Fresu. Paola Turci también participó en el evento benéfico especial organizado por Laura Pausini, Amiche per l'Abruzzo (Amigos por Abruzzi) organizado después del terremoto de L'Aquila. El compromiso social es nuevamente el foco del evento de recaudación de fondos del 20 de diciembre, el Festival Watoto en el teatro Brancaccio en Roma, donde la artista romana, se presenta junto con F. Mannoia y Noemi a favor de los niños de Kenia. En abril de 2010 se lanzó el segundo volumen de la trilogía, Giorni di rose (días de Rosas). El nuevo álbum está completamente dedicado al universo femenino e incluye una versión de I.Fossati, Lunaspina (Moonthorn) interpretada con Fiorella Mannoia, y siete nuevas canciones escritas para Turci para 7 cantantes famosas: Carmen Consoli, Nada, Marina Rei, Chiara Civello, Naïf Hérin, Grazia Verasani y Ginevra Di Marco Danza intorno al sole (Danza en torno al sol), single del álbum, es editado por Nada y Carmen Consoli. En el mismo año, invitan a Turci a participar en los días de MTV. 
En julio de 2011 se publicó el primer sencillo del último capítulo de la trilogía: Utopia de Giorgio Gaber, canción reinterpretada con un toque de rock. En noviembre del mismo año, Turci interpretó en la versión en línea de Il Fatto Quotidiano, un periódico italiano, la canción Devi Andartene (Debes irte) una canción escrita por M. Murru que habla sobre la crisis sociopolítica italiana que se hace eco de otra canción de Turci de 2002, Un bel sorriso in faccia (Una bonita sonrisa en tu rostro). Devi andartene y Utopia se incluyeron en su nuevo álbum Le storie degli altri (Las historias de otros), que también es el nombre de otro sencillo del álbum, lanzado en abril de 2012. En mayo de 2012, Turci participó en Stile libero (estilo libre), una transmisión de radio de R101 en un divertido concurso, Maffoni & Lontani Conoscents (Maffoni y conocidos) promocionando junto con varios cantantes italianos la canción: We Are the Maffons, una parodia de We Are the World. En mayo de 2014, interpretó con Laura Pausini en Stasera Laura: ho creduto in un sogno (Esta noche Laura: Creí en un sueño), un programa de un solo hombre transmitido por televisión, acompañando a la cantante en la canción Con la musica alla radio (Con la música que suena en la radio). En septiembre de 2014, se publicó su autobiografía Mi ameró lo stesso (Me amaré de todos modos) donde habla en primera persona sobre los principales hitos personales y profesionales de su vida, sus problemas y sus creencias. Turci declara que el libro es un regalo para su 50 cumpleaños: "el motivo por el que escribí este libro se revela en el título... para perdonarme por los errores y accidentes, reales y metafóricos, que me causé". En noviembre de 2014, la Fundación Francesca Rava (NPH), una ONG italiana que promueve el cuidado de los niños, organizó en cooperación con el Instituto Italiano di Cultura un evento / concierto benéfico donde Turci fue el homenaje, y como tal actuó con Karlex, un cantante haitiano De particular importancia fue su versión acústica de Halleluiah de Leonard Cohen. En abril de 2015, lanzó su álbum número 19, una antología con 3 canciones nuevas: Io sono (I am) que le da el título al álbum, nuevamente en colaboración con M. Bianconi. El álbum explora nuevos sonidos, agregando un toque electrónico a su mejor repertorio. En el álbum hay otras dos canciones inéditas: Questa non é una canzone (Esta no es una canción) y Quante vite viviamo (Cuántas vidas vivimos) escritas con la contribución de M. Murru. Estas canciones vuelven a los experimentos musicales más íntimos de Paola. En una entrevista en 2015, Turci declaró que muy probablemente su próximo álbum tendría un toque anárquico: "el resultado de lo que hoy soy pero no podía ser en el pasado".

## Las canciones (resúmenes)
De: Stato di calma apparente /.../ guido piano riflettendo sul bisogno ricambiare che c'è in me fuori e dentro me e ricordo da lontano la solitudine di ieri un continuo adattamento alle curve, al sentimento all'universo che non si muove dentro me fuori e dentro me é uno stato di calma apparente é una forma d'amore costante in questo mare negli occhi tuoi nella tempesta degli occhi tuoi "
/.../ Conduzco despacio pensando en la necesidad de cambiar lo que hay tanto fuera como dentro de mí, y recuerdo desde muy lejos la soledad de ayer, un ajuste continuo entre las curvas, al sentimiento hacia un universo que no se mueve dentro de mí, fuera y dentro de mí hay un estado de aparente calma, es una especie de amor constante en el mar en tus ojos, en la tormenta de tus ojos /.../  
De: Bambini /.../ Crescerò e sarò un po 'più uomo ancora un'altra guerra mi cullerà Crescerò, combatterò questa paura che ora mi libera. Milioni sono i bambini stanchi e soli in una notte di macchine, milioni tirano bombe a mano ai loro cuori ma senza piangere. Ragazzini corrono sui muri neri di città, sanno tutto dell'amore che si prende e non si dà /.../
/.../ Creceré y seré más hombre y otra guerra me volverá a acunar, creceré y lucharé contra este miedo que ahora me libera. Millones, son los niños cansados y solitarios en una noche de coches, millones arrojan granadas de mano a sus corazones sin llorar. Los niños corren por las paredes negras de la ciudad, saben todo sobre el amor, eso es algo que hay que tomar y no dar /.../ 
De: Le storie degli altri /.../ la vita è una domanda la fuga è una risposta tra giorni di vuoto difficili da colmare e giorni di piena carichi da sprofondare ma le storie si sa sono i nostri sogni ei nostri sogni si sa sono la nostra vita. C'è qualcosa di me che non ti so rispondere c'è qualcosa di me che ti parla d'amore non c'è distanza, non c'è assenza soltanto voglia di ritorno come di luce dentro un giorno /.../
/.../ la vida es una pregunta, escapar es una respuesta entre días sin sentido difíciles de llenar y días desbordantes llenos para hundirse, pero las historias como sabemos, son nuestros sueños o sueños que conocemos, son nuestras vidas. Hay algo de mí que no puedo responder, hay algo en mí que te habla de amor, no hay distancia, no hay ausencia, solo la voluntad de volver como la luz en un día /.../  

## Vida privada
En los años noventa, Turci tuvo una relación con el tenista Paolo Canè. En 2010 se casó con la periodista Andrea Amato, su boda se celebró en Haití, Francesca Turci y los voluntarios de la fundación Francesca Rava NPH asistieron a la ceremonia privada. Paola y Andrea se separaron en 2012. [cita requerida]
Turci tiene una larga historia de cooperación con ONGs y compromiso social. Su sensibilidad, en particular con respecto a los niños, la ha llevado a participar en varias experiencias de voluntariado, a saber: en Vietnam con la ONG Ucodep y en Haití con la fundación Francesca Rava. Ella habla extensamente de sus experiencias en la autobiografía Mi amero 'lo stesso, editada por E. Rotelli, Mondadori 2014. 

## Discografía[27]
- 1988 - Ragazza sola ragazza blu
- 1989 - Paola Turci
- 1990 - Ritorno al presente
- 1991 - Cándido
- 1993 - Ragazze
- 1995 - Una sgommata e via
- 1996 - Volo così 1986-1996
- 1997 - Oltre le nuvole
- 2000 - Mi basta il paradiso
- 2002 - Questa parte di mondo
- 2004 - Stato di calma apparente
- 2005 - Tra i fuochi en mezzo al cielo
- 2009 - Attraversami il cuore
- 2010 - Giorni di rose
- 2012 - Le storie degli altri

Álbum de portada 
- 1997 - Oltre le nuvole

Antologías 
- 1996 - Volo così 1986-1996
- 2015 - Io sono

En Vivo 
- 2004 - Stato di calma apparente

## Curiosidad
Turci también ha editado el prefacio de Ventitré secondi - L'Aquila (veintitrés segundos - L'Aquila) de A. Aquilio, este libro narra el terremoto de L'Aquila 2009.